# اندلنانس
اندلنانس (به فرانسوی: Andelnans) یک کامین در فرانسه است که در Canton of Danjoutin واقع شده‌است.

## خصوصیات
اندلنانس ۴٫۱۷ کیلومترمربع مساحت و ۱٬۲۷۷ نفر جمعیت دارد.